# Govard Bidloo
Govert Bidloo ou Govard Bidloo (12 mars 1649 à Amsterdam - 30 mars 1713 à Leyde), est un médecin, un anatomiste, un poète et un auteur dramatique néerlandais.

## Biographie
Fils d'un pharmacien d'Amsterdam, Bidloo étudie d'abord la chirurgie et devient, en 1670, l'élève de l'anatomiste Frederik Ruysch. Il étudie ensuite la médecine à l'université de Franeker, dont il sort diplômé en 1682.
En 1685, il publie un traité d'anatomie, Anatomia Humani Corporis (Ontleding des menschelyken lichaams en néerlandais). Ce traité est illustré de 105 planches gravées par Abraham Bloteling, d'après les dessins de Gérard de Lairesse, et montre le corps humain vivant ou disséqué. L'ouvrage est plagié en 1690 par le chirurgien anglais William Cowper dans Anatomy of the Humane Bodies (1698), sans qu'aucune référence ne soit faite à l'original, ce qui conduit à un échange de lettres et de pamphlets acerbes entre les deux hommes.
Bidloo est également un auteur prolifique de poèmes et de pièces dramatiques. Il est l'auteur du livret du premier opéra néerlandais, Ceres, Venus en Bacchus (1686), dont la musique est composée par Johan Schenck.
En 1688, Bidloo devient lecteur de dissection anatomique à La Haye. En 1690, il est chargé de la direction du Service national des hôpitaux, poste qu'il occupera également en Angleterre à partir de 1692. En 1694, il devient professeur d'anatomie et de médecine à l'université de Leyde, fonction qu'il occupera jusqu'à sa mort. C’est le médecin personnel de Guillaume III d'Orange-Nassau, stathouder hollandais et roi d'Angleterre, à partir de 1695 jusqu'à la mort du prince, en 1702.
À sa mort, Herman Boerhaave lui succède dans sa chaire de professeur à Leyde.
L'un des étudiants de Bidloo fut son neveu Nicolaas Bidloo (en) qui deviendra le médecin personnel du tsar Pierre le Grand et qui fondera une école de médecine à Moscou.
Les œuvres de Govard Bidloo sont rassemblées en trois volumes après sa mort.
|                                                                                         |  |  |
| Pages extraites de Ontleding des menschelyken lichaams de Govert Bidloo rédigé en 1685. |  |  |

## Œuvres et travaux
- Govard Bidloo, Anatomia Humani Corporis, Amsterdam, 1685, 105 planches dessinées par Gérard de Lairesse. – En ligne sur le site de l'Universitätsbibliothek Heidelberg.